# Lumino City
Lumino City est un jeu vidéo d'aventure et de réflexion développé et édité par State of Play Games, sorti en 2014 sur Windows, Mac et iOS.

## Accueil
Version mobile
- Canard PC : 5/10[1]
- TouchArcade : 4/5[2]